# Al-Zubayr Rahma Mansur

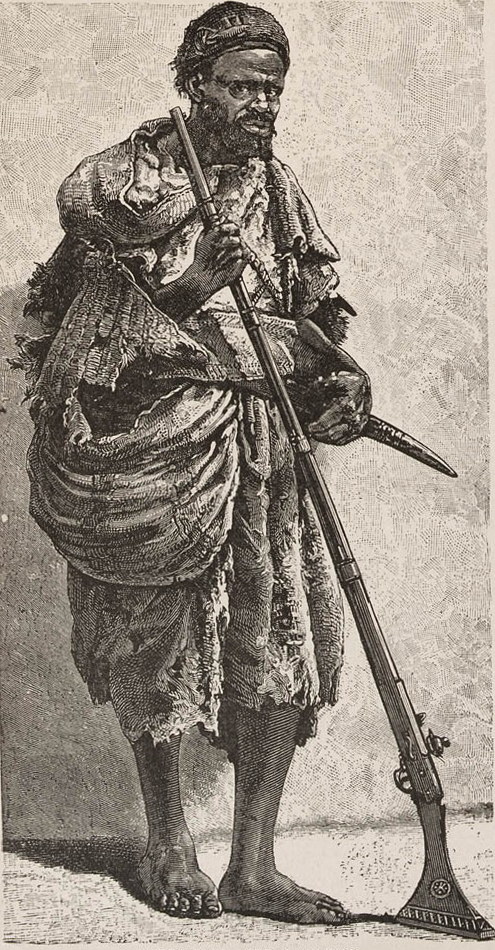
Ilustración de Al-Zubayr Rahma Mansur de 1889.

Al-Zubayr Rahma Mansur (en árabe: الزبير رحمة منصور) (también Sebehr Rahma, Rahama Zobeir) era un comerciante de esclavos sudaneses árabes a finales del siglo XIX, que más tarde se convirtió en un pachá y el gobernador de Sudán.
Su reputación como un enemigo del general Charles Gordon significaba que le fue otorgado un estatus casi mítico en Inglaterra, donde se referían a él como "el más rico y lo peor", un "Rey Esclavista", "que [tuvo] leones encadenados como parte de su compañía".